# Mr. Moto
O Mr. Moto é um agente secreto japonês fictício criado pelo autor americano John P. Marquand. Ele apareceu em seis romances de Marquand publicados entre 1935 e 1957. Marquand criou inicialmente o personagem para o Saturday Evening Post, que buscava histórias com um herói asiático após a morte do criador de Charlie Chan, Earl Derr Biggers.
Em várias outras mídias, o Mr. Moto foi retratado como um detetive internacional. Isso inclui oito filmes estrelados por Peter Lorre entre 1937 e 1939, 23 programas de rádio estrelados por James Monks transmitidos em 1951, um filme de 1965 estrelado por Henry Silva e uma história em quadrinhos de 2003 produzida pela Moonstone Books, mais tarde reimpressa como Welcome Back, Mr. Moto.